# Ground State (Angel)
«Ground State», conocido en América Latina como El Axis de Pythia y España como Estado Terrenal, es el segundo episodio de la cuarta temporada de la serie de televisión estadounidense Ángel. El guion del episodio fue escrito por Mere Smith y la dirección estuvo a cargo de Michael Grossman. Se estrenó en los Estados Unidos el 13 de octubre de 2002.
En este episodio Ángel, Gunn y Fred tratan de encontrar el paradero de la desaparecida Cordelia con ayuda de un talismán místico. Desafortunadamente una mercenaria con poderes eléctricos llamada Gwen Raiden está detrás del amuleto también.   

## Argumento
Ángel, Fred y Gunn están a punto de tirar la toalla en cuanto a su búsqueda por Cordelia, pues todo lo que han intentado no les ha ayudado en nada. No obstante Ángel recurre a la ayuda de Wesley y trata de aprovechar la situación para disculparse por el rencor que le tenía cuando Connor fue secuestrado. Wesley, quien hasta la fecha se ha establecido como un caza demonios con su propio equipo, le entrega al vampiro todo los resultados que tiene sobre la desaparición de Cordelia y le comenta que cree que está viva pero en otra dimensión. También le dice que la única que tiene las respuestas es una semidiosa demoníaca llamada Dinza.     
Ángel visita a Dinza y cuando le pregunta de Cordelia, la demonio le explica a Ángel que Cordelia no se encuentra en la dimensión, pero le comenta que existe un talismán que puede revelar su paradero exacto. En otra parte de Los Ángeles, un hombre de negocios llamado Elliot se reúne con Gwen Raiden, una joven y hermosa mercenaria con poderes eléctricos que desarrolló desde que era tan solo una niña. Elliot contrata a Gwen para que robe el mismo amuleto místico que busca el equipo de Investigaciones Ángel.   
Esa misma noche la pandilla se infiltra en el edificio donde se encuentra el amuleto. Sin embargo en su camino no tarda en toparse con Gwen, quien con sus habilidades le produce un paro cardíaco a Gunn. Arrepentida por sus acciones, Gwen usa sus poderes como un desfibrilador para traer de regreso a Gunn y escapar con el talismán. Este movimiento deja terriblemente desconsolada a Fred quien por un momento creyó que su novio no regresaría a la vida. 
Ángel rastrea a Gwen hasta el edificio de Elliot buscando arrebatarle el talismán e inician una batalla en la que los poderes de Gwen reanima temporalmente el corazón marchito del vampiro. Inesperadamente Elliot decide traicionar a Gwen encerrándola junto a Ángel en un elevador con un gas tóxico, debido a que nunca confió en ella por tener poderes sobrenaturales y la llama "Fenómeno". Ángel usa su fuerza de vampiro para alcanzar los circuitos del elevador y con ayuda de los poderes de Gwen consiguen escapar del elevador. Gwen trata de matar a Elliot pero Ángel se lo impide. En señal de gratitud Gwen decide entregarle a Ángel el talismán y huye del edificio.      
Con el amuleto en sus manos, Ángel lo usa para tener acceso al paradero de Cordelia. Lamentablemente Ángel descubre muy triste que su amada se encuentra viviendo en un plano superior como ser superior y llega a la equivocada conclusión de que se encuentra feliz en su nuevo estilo de vida. En el plano superior Cordelia insulta a Ángel y le pide a gritos que la saque de ese lugar.

## Elenco

### Principal
- David Boreanaz como Ángel.
- Charisma Carpenter como Cordelia Chase.
- J. August Richards como Charles Gunn.
- Amy Acker como Winifred Burkle.
- Vincent Kartheiser como Connor (Integrado oficialmente).
- Alexis Denisof como Wesley Wyndam-Pryce.

## Producción

### Actuación
Este es el último episodio en el que el actor Andy Hallet (Lorne) deja de aparecer.